# Кафу (футболист)
Вижте пояснителната страница за други личности с името Кафу.
Маркош Еванжелища де Морайш с псевдоним Кафу (на португалски: Marcos Evangelista de Morais, съотв. Cafú, произнася се най-близко до Маркуш Иванжелища джи Мурайш, съотв. Кафу̀) е бивш бразилски футболист, десен защитник. Роден е на 7 юни 1970 г. в град Сао Пауло, Бразилия.

## Кариера
Кафу започва да играе футбол като юноша на бразилския Сао Пауло. През 1989 г. дебютира в професионалния футбол с отбора на Сао Пауло. Дебютира в националния отбор на Бразилия на 12 септември 1990 г. Кафу е участвал на финалите на четири поредни световни първенства (от 1994 до 2006). Той е единствения футболист в света, който е играл на финалния мач на световно първенство в три поредни първенства (1994, 1998 и 2002), като е златен медалист през 1994 и 2002 г. През 2007 г. печели КЕШ и Световното клубно първенство с отбора на Милан.

## Статистика.
- Сао Пауло (1990-1994), 140 мача, 5 гола
- Реал Сарагоса (1994-1995)
- Ювентуд (1995)
- Палмейраш (1985-1997), 167 мача, 9 гола
- ФК Рома (2000-2004), 123 мача, 14 гола
- Милан (2003-2007-зима 2008-пролет), 75 мача, 3 гола

## Трофеи със Сао Пауло, Сарагоса, Рома и Милан до 29 март 2008 г.
- 2 пъти шампион на Италия – по веднъж с Рома и Милан
- 2 пъти Суперкупа на Европа – с Милан
- 2 пъти Суперкупа на Италия – по веднъж с Рома и Милан
- 1 път Шампионска лига с Милан
- 1 път Световно клубно първенство на ФИФА с Милан.
- 1 път Купа на носителите на купи – със Сарагоса.
- 2 пъти носител на Копа Либертадорес и 2 пъти носител на Интерконтиненталнатакупа със Сао Пауло.